# Rhytidiadelphus subpinnatus
Rhytidiadelphus subpinnatus là một loài Rêu trong họ Hylocomiaceae. Loài này được (Lindb.) T.J. Kop. miêu tả khoa học đầu tiên năm 1971.

## Hình ảnh

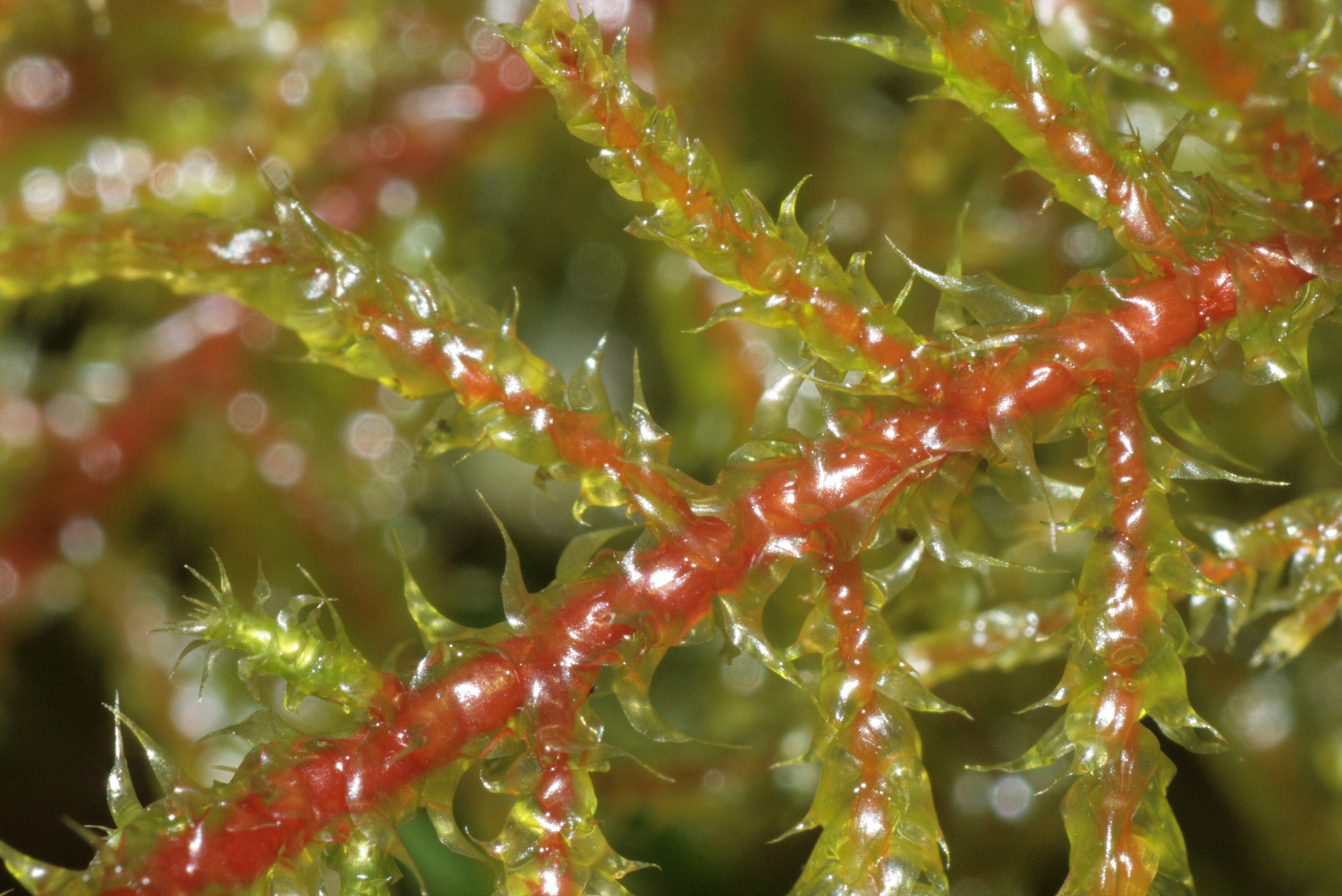
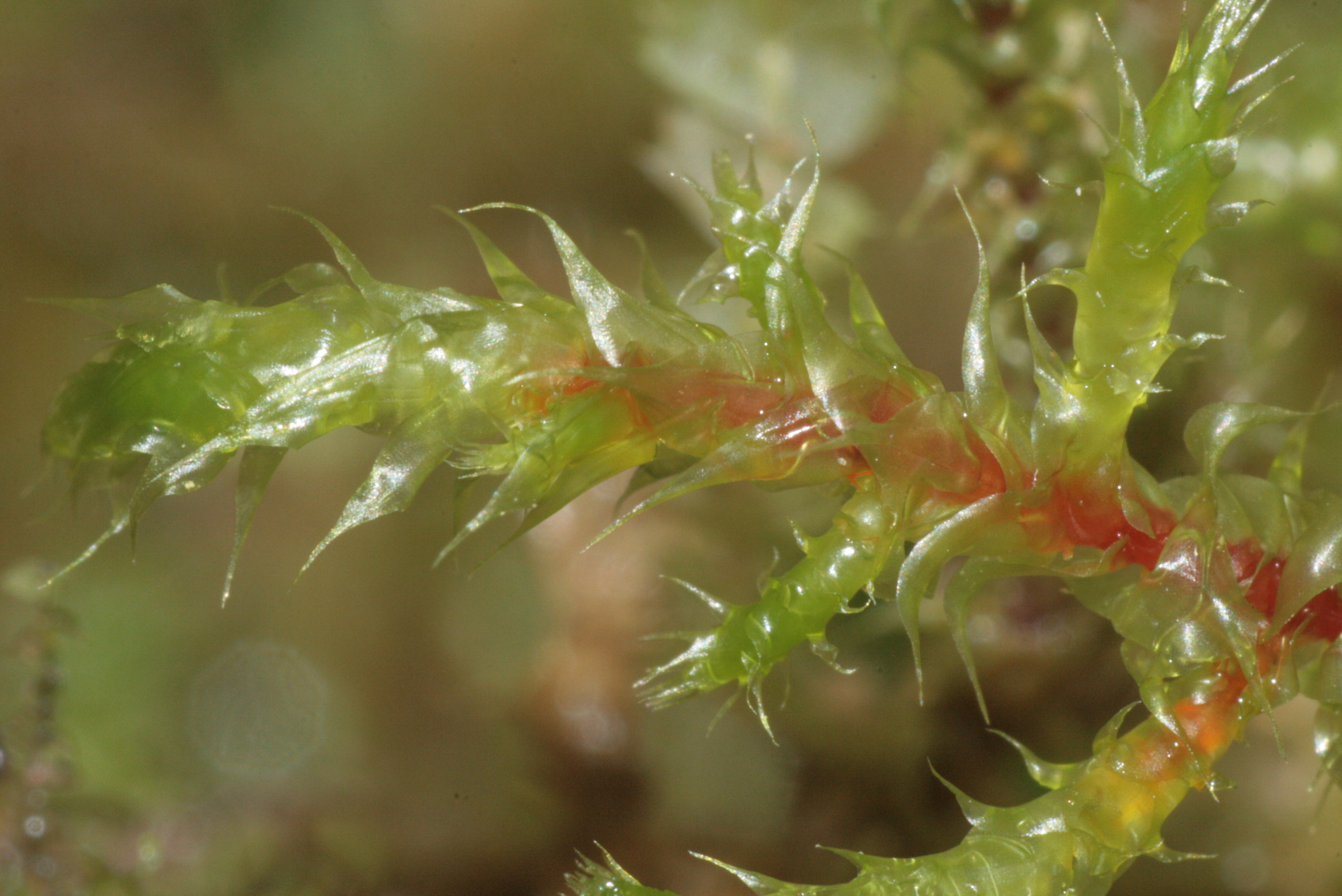
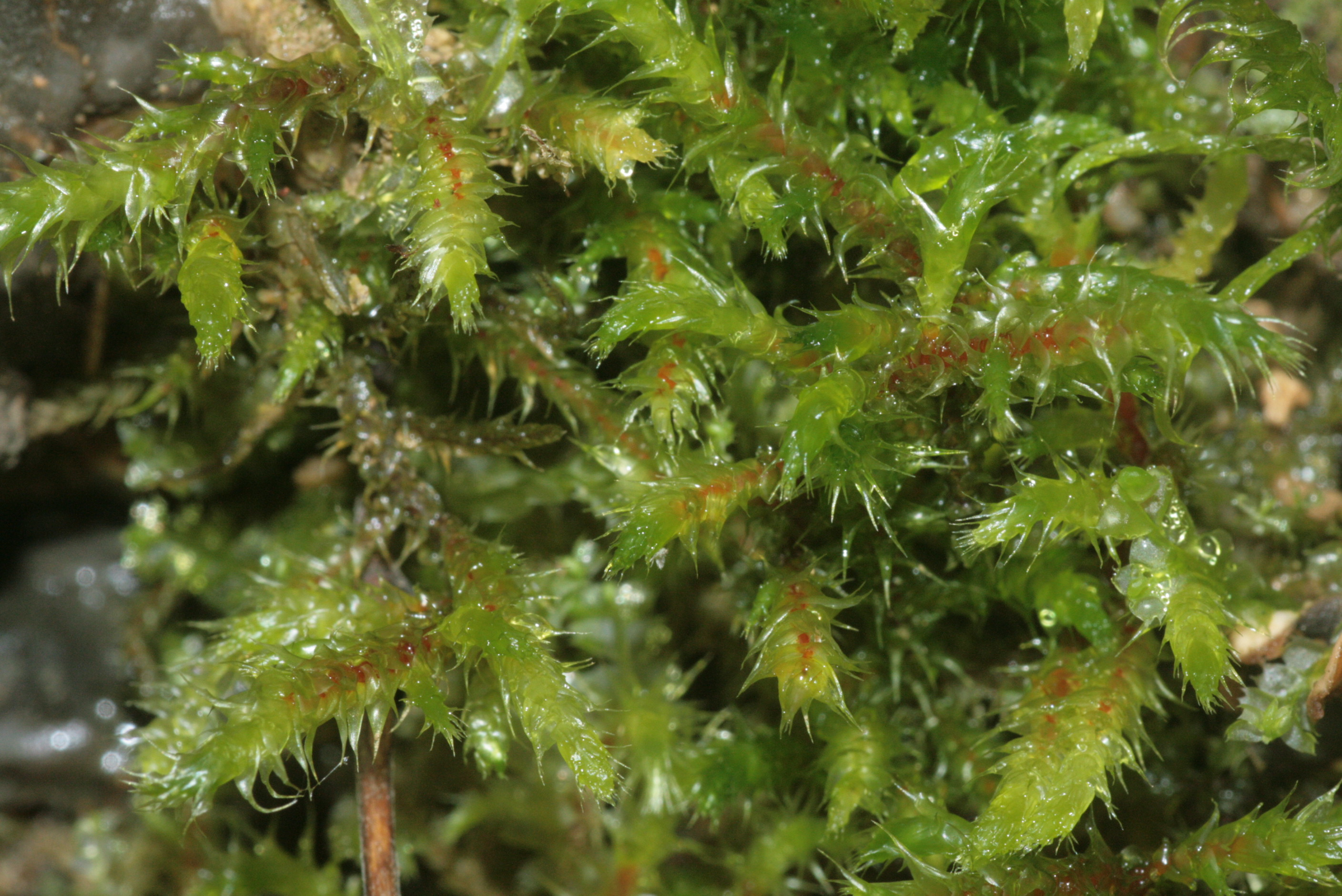
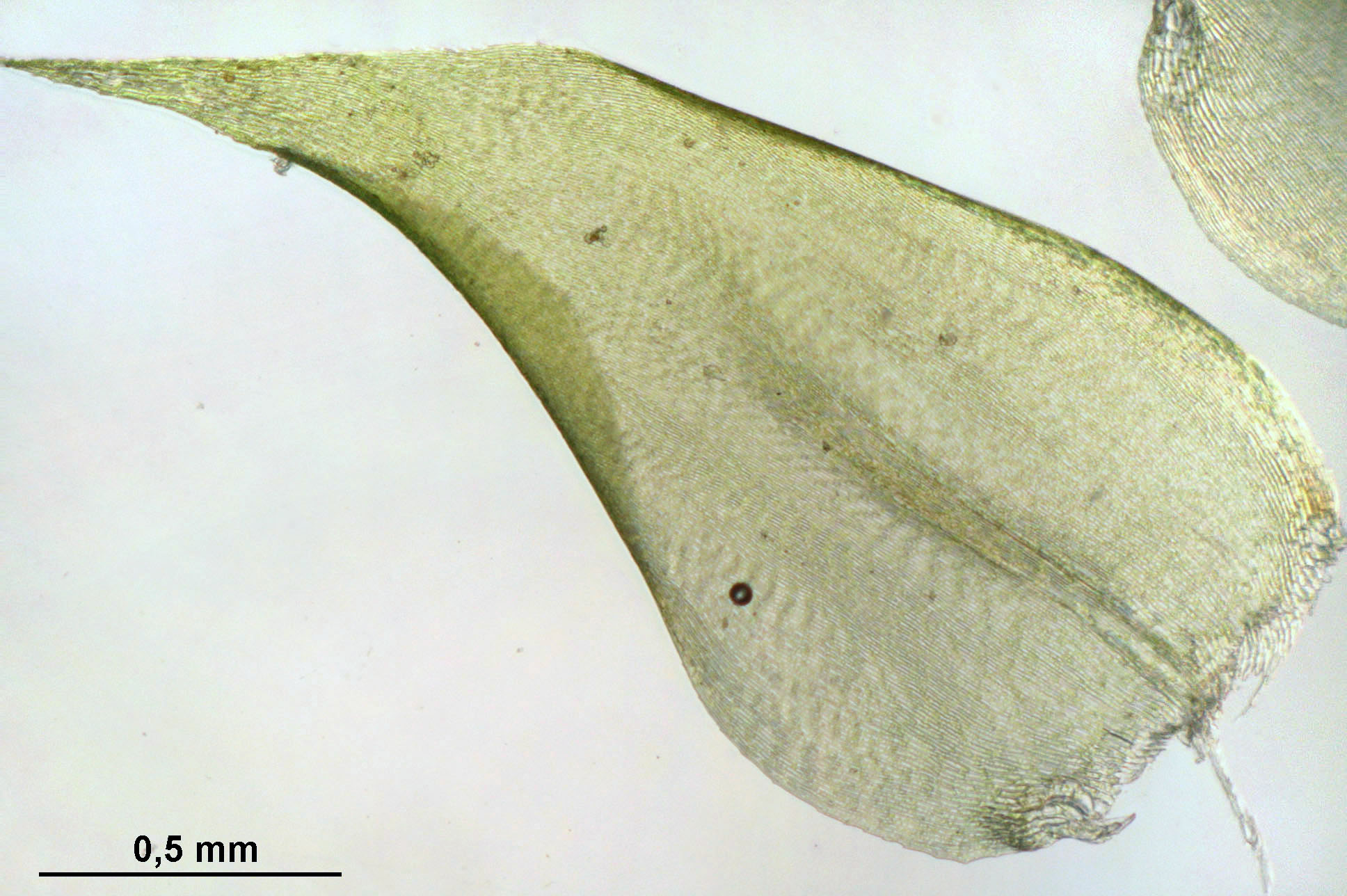